# No More Days to Waste (canção)
"No More Days to Waste" é uma canção escrita por Michelle Leonard, Linda Karlstedt, Susanna Janjic, Klas Olofsson e Fredrik Landh para a banda alemã Aloha from Hell, para o álbum de estreia, No More Days to Waste. Foi lançado como terceiro single do álbum a 3 de Abril de 2009. A música alcançou a quinquagésima nona posição na tabela musical da Alemanha, German Singles Chart.

## Faixas e formatos
| CD Single      |                                            |         |  |
| N.º            | Título                                     | Duração |  |
| 1.             | "No More Days to Waste" (Versão do single) | 3:00    |  |
| 2.             | "No More Days to Waste" (Versão de rádio)  | 2:59    |  |
| Duração total: | Duração total:                             | 5:59    |  |

| CD Maxi-single |                                            |         |  |
| N.º            | Título                                     | Duração |  |
| 1.             | "No More Days to Waste" (Versão do single) | 3:00    |  |
| 2.             | "No More Days to Waste" (Versão de rádio)  | 2:59    |  |
| 3.             | "No More Days to Waste" (Versão Unplugged) | 2:57    |  |
| 4.             | "I'll Smash Your Mind" (Ao vivo)           | 3:28    |  |
| Duração total: | Duração total:                             | 11:44   |  |

## Desempenho nas tabelas musicais

### Posições
| Tabela musical (2009)           | Melhor posição |
| ------------------------------- | -------------- |
| Alemanha - German Singles Chart | 59             |